# Kirkjubøur-runestenen
Kirkjubøstenen (færøsk: Kirkjubøsteinurin) er en runesten, som blev fundet i 1832 i nærheden af Magnuskatedralen i Kirkjubøur, Færøerne. Runestenen dateres til Vikingetiden. Nogle daterer den til omkring 865, mens andre har dateret den til omkring år 1000.
Den er før blevet opbevaret i Nationalmuseet i København, men er nu på Færøerne, og den står i Færøernes Nationalmuseum. Runeindskriften er ret ulæselig. Der er gjort flere forsøg på at tyde teksten. Marie Ingerslev Simonsen forsøgte i 1959 og kom frem til, at kun de sidste 12 tegn kunne tydes:
i : uikuf(i) : uni : ruo
På standardiseret Oldnordisk:
Vigulfi unni ró
Dansk:
give Vígúlvur fred
Hun daterede teksten til det 11. århundrede.
Ludvig Wimmer forsøgte at tyde runerne i 1887:
uftir hrua
eftir Hróa
efter Rói
Wimmer daterede stenen til det 9. århundrede, som var starten på vikingetiden på Færøerne. 